# おたふねお。
『おたふねお。』は、2016年10月6日から2019年12月27日までRadio NEOで放送されていたラジオ番組（アニラジ）。

## 概要
Radio NEOのサブカルチャー方向として、2016年10月から放送されているフィラー番組。「オタク×ライフ×NEO」をテーマに、FMラジオでは珍しいアニメソング・アイドルソング・ソーシャルミュージック・ゲームミュージックなどに特化した選曲が特徴であり、FMラジオのアニメソングのフィラー番組としては、2019年4月にFM PORTのα-LIFEが放送終了したため、番組終了時点では唯一の番組となっていた。
番組当初は木曜と金曜の2日間に放送され、木曜はソーシャルミュージック（いわゆるボーカロイドが歌う曲など）やゲームミュージック、金曜はアニメソングや声優ソングと決められていた。。なお、アニメソングは1990年代以降のものかつ（アニメ歌手ではない）アーティストの歌う曲が主にかかっている。
放送時間は、特別番組が編成された時を除いて、木・金共に2時間の放送だったが、2017年1月12日から始まった『J踊（だん） ～日本を踊りで元気にしたい！～』により、木曜の放送時間の短縮とかかる曲のジャンルが入れ替えとなった。
2018年4月の大型改編で放送枠が拡大され、火曜・木曜・金曜の3日間になった。このタイミングからジャンルの曜日分けに明確さが無くなり、現在では火曜・木曜はアニメソング・アイドルソング・ソーシャルミュージックが週によってバラバラに入り、金曜はK-POP固定という流れになっている。
かかる曲はフルコーラスだが、放送終了直前にかかる曲のみカットされることがある。またフィラー番組でありながらゲストが出演する場合もある（その場合は実質放送時間が短縮される格好になる）。この方式はRadio NEOにある他のフィラー番組（NEO Musical Express）と同じ。
なおRadio NEOにある他のフィラー番組と違い、メールやツイッター内でリクエストを募集している。番組開始当初はリクエストを積極的に採用していたが、2018年以降はリクエストが投稿されても流さない傾向になりつつある。

## 放送時間

### 過去
2019年9月6日 - 12月27日
- 毎週金曜 21:00 - 22:00

2018年4月2日 - 2019年8月30日
- 毎週火曜・木曜・金曜 21:00 - 22:00

2018年10月から最終金曜 20:00 - 22:00は「MAG!C☆PRINCEのCheerラジ」の生放送が行われるため、当番組は休止となっていた。
2017年10月6日 - 2018年3月30日
- 毎週金曜 21:00 - 22:00

2017年4月7日 - 9月30日
- 毎週金曜 21:00 - 23:00

2017年1月12日 - 3月31日
- 毎週木曜 22:00 - 23:00
- 毎週金曜 21:00 - 23:00

2016年10月6日 - 2017年1月6日
- 毎週木曜・金曜 21:00 - 23:00[4]

## ゲスト
番組ブログ、Radio NEO ゲスト情報、Radio NEO 公式Twitterを元に更新。特に記載がない場合は収録。
2016年
- 10月7日・12月16日：妄想キャリブレーション
- 11月11日：わーすた
- 11月18日：イケてるハーツ
- 12月2日：The Idol Formerly Known As LADYBABY
- 12月8日：久保ユリカ
- 12月29日：内田真礼